# Krzyż Legionowy
Odznaka pamiątkowa „Krzyż Legionowy” – odznaka pamiątkowa Związku Legionistów Polskich.
Członkowie ZLP nosili umundurowanie nawiązujące do legionowego i odznakę – Krzyż Legionowy ustanowiony na II Zjeździe ZLP w 1922 w Krakowie. Nadawany był wszystkim żołnierzom Legionów. 
Ma on kształt równoramiennego krzyża, pośrodku widać inicjały Marszałka „JP”. Na poziomych ramionach umieszczono daty 1914 i 1918, a na pionowych litery „L” i „P” oznaczające Legiony Polskie.